# Das Amen in der Kirche

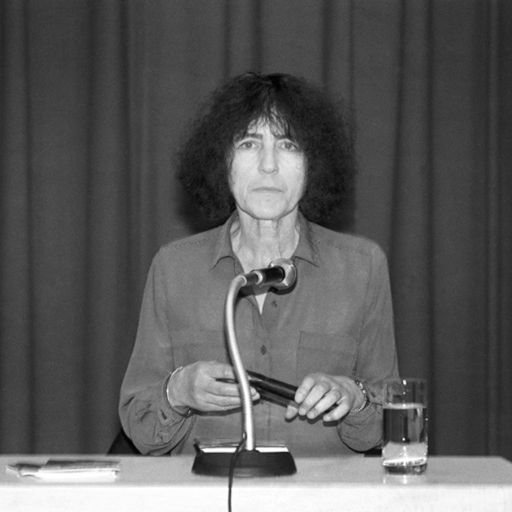
Gabriele Wohmann (1992)

Das Amen in der Kirche ist eine Erzählung von Gabriele Wohmann, die 1988 in der Sammlung Ein russischer Sommer bei Luchterhand in Frankfurt am Main erschien.

## Inhalt
Der eingefleischte Junggeselle Alban wird die eiskalte Winternacht im warmen Hotelbett zusammen mit der Psychologin Frau Ellen Gubitz verbringen. Das ist so sicher wie das Amen in der Kirche. Alban weiß nicht, ob diese Dame mittleren Alters nun verheiratet, verwitwet oder geschieden ist. So viel steht wohl fest – der alte Gubitz hat sich davongemacht. In der Jury-Sitzung unter Vorsitz von Dr. Habicht, in der stundenlang über den Wert der Einheitsbibel gestritten wird, war Alban jene Unbekannte als Tischdame zugewiesen worden. Frau Gubitz stirbt Alban gegenüber nicht an Herzdrücken, sondern gibt freimütig zu, sie sei mit Ludger Rosnik – das ist einer der neun gerade konferierenden Juroren – liiert. Ludger habe vor der Sitzung Ellen gegenüber unter vier Augen den Psychologen Alban als den ruhenden Pol in der Jury hervorgehoben. Das geht auch aus dem Verlauf der Sitzung hervor. Alban, der die „Verflachungsbestrebungen unserer Epoche“ verurteilt, artikuliert nur ein einziges Mal ganz knapp seinen Unmut über die schier endlose Martin-Luther-Diskussion. Zwar hat er immer noch ein Wörtchen in Redaktionsstuben und Lektoraten mitzureden, doch anscheinend liest in jüngster Zeit weder ein Redakteur noch ein Lektor seine neueren Artikel bis zum Ende aufmerksam durch.
Ellen Gubitz macht auf Alban den Eindruck einer untreuen Frau. Der Tschechow-Verehrer Alban nennt sie ein kaltes Kotelett. Als diese Frau aber auf seine Einladung hin mit ihm das Konferenzzimmer verlässt, wird aus dem kalten Kotelett mit einem Mal ein erhitzter Rebhuhnbraten. Alban versteht sich selbst nicht mehr. Wenn schon eine Frau an seiner Seite, dann hätte er bis dato lediglich eine Nachtschwester genommen. Denn die Nacht wollte er immer alleine bleiben. Alban wirft diesen guten Vorsatz über Bord und küsst draußen in der Winterskälte mutig Ellen.

### Verwendete Ausgabe
- Das Amen in der Kirche S. 22–36 in: Gabriele Wohmann: Ein russischer Sommer. Erzählungen. Lektor: Klaus Siblewski. 286 Seiten. Luchterhand Literaturverlag, Hamburg 1992, ISBN 3-630-61976-2 (enthält noch: Die Vermischung der Lehren. Ferngespräche. Elefanten ziehen sich zurück. Vor der Auferstehung. Die Liebe zu den kalten Ländern. Halb so schlimm. Das blaue Wunder. Genie und Pfleger. Gottfried. Mit dem Rücken zur Wand. Der kleine Freund. Spätherbst. Die Doppelgängerin. Der Besuchstermin. Ein Hundeleben. Sackhüpfen. Die weibliche Komponente. Pflegschaft. Ein Freund der Fische. Ich wars nicht. Frühjahr bei den Springs. Das weiße Kleid. Die Janus-Kosmetik)